# Janusz Marciniak
Janusz Marciniak (ur. 28 czerwca?/11 lipca 1916 w Sewastopolu, zm. 23 czerwca 1944 w Crulai) — podporucznik Wojska Polskiego, kapitan pilot Polskich Sił Powietrznych. Uczestnik II wojny światowej, kawaler Virtuti Militari, dowódca 306. dywizjonu myśliwskiego.

## Życiorys
Syn Stefan i Janiny z domu Barszczewska. Jego rodzina przedostała się do niepodległej Polski i zamieszkała w Lublinie. Tam, w 1936 r. w Gimnazjum im. Stanisława Staszica, zdał egzamin maturalny i zgłosił się do służby w Wojsku Polskim. W Szkole Podchorążych Piechoty w Różanie odbył kurs unitarny, następnie w styczniu 1937 r. rozpoczął naukę w Szkole Podchorążych Lotnictwa w Dęblinie. Szkolenie ukończył ze 111. lokatą i został skierowany do 112 eskadry myśliwskiej. W jej składzie wziął udział w kampanii wrześniowej, wykonywał loty w ramach działań Brygady Pościgowej. 6 września, wspólnie z por. Wacławem Łapkowskim oraz st. szer. Władysławem Wieraszką zestrzelił He 111. W trakcie powrotu na lotnisko zabrakło mu paliwa i lądował przygodnie. Po zatankowaniu samolotu dołączył do jednostki 7 września. 9 września wziął udział w kolejnej walce powietrznej, podczas której uszkodził Messerschmitta Bf 110.
Po ataku ZSRR na Polskę 18 września w Śniatyniu przedostał się na teren Rumunii. Udało mu się uniknąć internowania i przedostać do Francji. Został przydzielony do polskiej bazy lotniczej w Lyon-Bron. Odbył przeszkolenie na sprzęcie francuskim i 1 czerwca 1940 r. wszedł w skład XI klucza pod dowództwem kpt. Adama Kowalczyka. W jego składzie wykonywał loty bojowe w rejonie La Rochelle. Po klęsce Francji został ewakuowany z La Rochelle do Wielkiej Brytanii na pokładzie statku „Alderpool”. Wstąpił do Polskich Sił Powietrznych, otrzymał numer służbowy RAF P-0317. Został skierowany na przeszkolenie do 15 Elementary Flying Training School w Carlisle a następnie do 8 Bombing and Gunnery School w Evanton, gdzie obył szkolenie jako strzelec pokładowy. W 1941 r. odbył kurs myśliwski w 55 Operational Training Unit w Unsworth i 15 kwietnia 1941 r. został przydzielony do służby w 32 dywizjonie myśliwskim RAF. W lipcu 1941 r. został przeniesiony do 303. dywizjonu myśliwskiego, gdzie 8 maja 1942 r. objął dowództwo nad eskadrą „B” tego dywizjonu. 19 sierpnia 1942 r. wziął udział w osłonie operacji lądowania w Dieppe, wykonał dwa loty bojowe i zgłosił prawdopodobne zastrzelenie Focke-Wulf Fw 190. 14 lutego 1943 r. zakończył turę lotów bojowych i został skierowany na odpoczynek, który spędził w 58 Operational Training Unit w Grangemouth jako instruktor.
1 września 1943 r. został przydzielony do 315. dywizjonu myśliwskiego, gdzie objął dowództwo eskadry „B”. 25 maja 1944 r. w rejonie Bourges zestrzelił Arado Ar 96, 7 czerwca 1944 r. nad Rouen zestrzelił Messerschmitta Bf 109, drugiego zgłosił jako prawdopodobnie zestrzelonego. 8 czerwca został mianowany dowódcą 306. dywizjonu.
23 czerwca 1944 r. 306 dywizjon, pod jego dowództwem, wykonywał lot na bombardowanie węzła kolejowego Verneuil-sur-Avre. W trakcie walki powietrznej jego Mustang Mk III (UZ-C, nr ser. FX 970) został zestrzelony i rozbił się w rej. Crulai. Pilot zginął na miejscu i został pochowany na cmentarzu wojennym w Grainville-Langannerie. Na liście Bajana został sklasyfikowany na 110. pozycji z 2 ⅓ pewnymi zwycięstwami oraz jednym prawdopodobnym.

## Upamiętnienie
W 2016 r. pamiątki po kpt. Januszu Marciniaku zostały przekazane do Muzeum Sił Powietrznych w Dęblinie. Tablice upamiętniające znajdują się na ścianie I Liceum Ogólnokształcącego im. Stanisława Staszica w Lublinie oraz w Crulai.

## Ordery i odznaczenia
Za swą służbę otrzymał odznaczenia:
- Polowa Odznaka Pilota,
- Krzyż Srebrny Virtuti Militari nr 9929,
- Krzyż Walecznych — trzykrotnie,
- Medal Lotniczy — trzykrotnie.